# Фейжо (Акри)
Фейжо е град — община в централната част на бразилския щат Акри. Общината е част от икономико-статистическия микрорегион Тарауака, мезорегион Вали ду Журуа. Населението на общината към 2010 г. е 32 311 души, а територията ѝ е 24 202.027 km2.

## История
Първоначално регионът е обитаван от индианците Жаминауас, Кашинауас и Шакауас (Jaminawás, Kaxinauwás e Chacauwás). С пристигането на северняците (бразилци от северните щати) в местността на извора на река Енвира, през 1879 г., започва изследването на региона и поделянето му на парцели, разграничавайки отделните земи и каучукови плантации. Това поражда няколко конфликта в джунглата между северняци и индианци. В тези условия, на левия бряг на река Енвира бива създадена плантацията Порту Алегри, на чието място по-късно е основан днешният град Фейжо.
Няколко години по-късно, каучуковата плантация прераства в селце, а на 13 май 1906, вече малък град, получава името Фейжо, в чест на Диогу Антониу Фейжо, виден бразилски политик и свещеник.
Придобива статут на община по силата на декрет № 968 от 21 декември 1938 г.

## География
Граничи на север с щата Амазонас, на юг с Перу, на изток с общините Санта Роза ду Пурус и Мануел Урбану и на запад с Тарауака и Жордау.
Градът се намира на десния бряг на река Енвира, основно средство за придвижване и пренос на стоки на местните жители. Край брега на реката живеят около 5640 души в малки общности, отдалечени от градския център. Както по-голямата част от амазонските реки, нивото на река Енвира е сезонно.
Население
По данни от 2007, Фейжо има 31.288 жители, като 50,26% от тях са градско население, или 15.726 жители; останалите 49,74% — селско население, или 15.562 души. От тях, 11.225 души живеят край брега на реките, които протичат през общината, т.нар. рибейринюс (ribeirinhos, в превод, „живеещите край брега“). Гъстотата на населението към 2009 е 1,33 д/km².

## Икономика
Икономическите дейности на Фейжо се основават на държавната администрация. Промишленият сектор заема оскъден дял; състои се в малки предприятия за мебели, керамика и циментови изделия. Аграрният сектор от своя страна заема важно място, като в последно време се създават ферми край по-важните пътища.
С подобряването на магистралата BR-364, която свързва щатската столица Риу Бранку с Крузейру ду Сул, се очаква да се подобрят икономическите перспективи, да поевтинее живота и да се подобрят услугите, предлагани от държавата.

## Култура
Културните аспекти на града са разнообразни, поради влиянието което оказват индианци и бразилци. Влиянието на тези последните е по-силно, особено от северняците — основните преселници в щата. По-важните празници на града са: карнавала, през февруари, юнски празник — през месец юни и празника на „Асаѝ“, най-важната културна атракция; чества се всяка година през месец август от 2000 г. насам.